# João Henrique Thofehrn
João Henrique Thofehrn (São Pedro do Sul, 1 de outubro de 1929 — São Lourenço do Sul, 14 de junho de 2013) foi um político brasileiro.

## Biografia
Filho do casal Walter Thofehrn (conhecido como Dr. Walter Thofehrn e que também foi prefeito de São Lourenço do Sul)  e Armanda Lücke, João Henrique Thofehrn foi vereador na 4ª legislatura no período de 25 de janeiro de 1960 a 31 de dezembro de 1963, e ocupou o cargo de prefeito no período de  31 de dezembro de 1963 a 31 de janeiro de 1969 e no período de  31 de janeiro de 1973 a 31 de janeiro de 1977.

## Carreira política
Nas eleições municipais de 1959 em São Lourenço do Sul, concorreu ao cargo de vereador pelo PRP, sendo eleito com 577 votos.
Nas eleições municipais de 1963 em São Lourenço do Sul, concorreu ao cargo de prefeito pelo PRP, sendo eleito.
Nas eleições municipais de 1972 em São Lourenço do Sul, concorreu novamente ao cargo de prefeito agora pela ARENA, sendo novamente eleito com 9.686.
Como prefeito de São Lourenço do Sul, viabilizou a criação do principal veículo de imprensa até os dias atuais, o jornal O Lourenciano.

## Morte
Faleceu em 14 de junho de 2013, no município de São Lourenço do Sul em decorrência de um câncer.

## Desempenho eleitoral
| Ano  | Eleição                          | Cargo    | Partido | Votos       | Resultado |
| ---- | -------------------------------- | -------- | ------- | ----------- | --------- |
| 1959 | Municipal de São Lourenço do Sul | Vereador | PRP     | 577 votos   | Eleito    |
| 1963 | Municipal de São Lourenço do Sul | Prefeito | PRP     | votos?[a]   | Eleito    |
| 1972 | Municipal de São Lourenço do Sul | Prefeito | ARENA   | 9.686 votos | Eleito    |

Notas
[a] ^ Não consta registro de resultado eleitoral no site do Tribunal Regional Eleitoral do Rio Grande do Sul - TRE-RS referente a eleição de 1963 no município de São Lourenço do Sul.